# 迫田沙織
迫田沙織（1987年12月18日—），出生於日本鹿兒島縣鹿兒島市，是一位日本女子排球運動員，目前效力於東麗箭，場上位置為主攻。

## 生涯簡介
因為受到姊姊的影響，她從小學三年級開始接觸排球，參加鹿兒島市立谷山小學校的排球隊。經過訓練嚴厲的中學時期後，進入鹿兒島縣立鹿兒島西高等學校就讀，當時她以王牌副攻的身份活躍於各項大賽。高校三年級時，入選鹿兒島縣代表隊參加第60回國民體育大會，在準決賽遭遇該屆冠軍長崎縣代表隊，雖然苦苦追趕比分仍宣告敗北，不過她對於球隊獲得季軍提供極大的貢獻。此外，也在同年12月的高校選拔男女東西對抗戰中上場。
2006年，從高校畢業後加入東麗箭。2008年6月，在越南永福省舉辦的2008年亞洲排球俱樂部錦標賽上表現優異，獲得得分王的榮譽。
2009/10賽季開始，她獲得固定先發的機會，不僅協助球隊完成聯賽三連霸，自身也獲頒發球獎及首次入選最佳陣容。同時，該賽季跟隨隊伍榮獲了2010年日韓聯賽頂級賽、第59回黑鷲旗全日本男女選拔排球大會冠軍。2010年4月，入選日本女排的成員之一，並參加同年的世界女排大獎賽、世界女子排球錦標賽，不過因規定限制，直至準決賽面對巴西才得到機會上場。
2011年8月舉行的2011年世界女排大獎賽，她代表上陣11場比賽，站穩隊上主力。同年11月的2011年世界盃女子排球賽也以主力身份出場，但未能發揮應有水準。回歸俱樂部後，在2011年天皇杯及皇后杯全日本排球選手權大會決賽上表現精湛，攻下約全隊三分之一得分的32分，帶領球隊擊敗豐田車體六女王奪冠。
2012年3月，球隊相隔兩年，再度獲得V超級聯賽冠軍。同年5月的奧運會世界區資格賽，於面對古巴的比賽中替補上陣，獲得全隊最多的20分，幫助日本贏得晉級奧運會的關鍵勝利。6月，確定被納入奧運會的代表隊名單。8月11日，因為球風適合對付韓國，在銅牌戰先發上場，不負期望奪得23分，幫助日本女排摘下睽違28年的奧運會獎牌。另外，由於她的好友石田瑞穗在奧運會賽前，因母親病危而放棄比賽緊急回國，從半準決賽開始，連續三場比賽時在球衣內多穿著了石田的13號球衣，表示彼此同在。

## 打球風格
屬於位置主要靠左的主攻手，以躍起的高度和極高的攻擊點取得優勢，而快速地從後場進行攻擊（Back attack）是她一大特點。
在日本女排的比賽數據當中，顯示她經常於攻擊線附近的位置有效執行戰術，讓前排增加攻擊得分機會。

## 軼事
她曾經表示，因為中學時期受到艱辛的訓練課程，在升學時選擇了練習較不嚴苛的學校。
她首次認識日本女排是透過電視等相關管道，而在進入東麗箭後，才了解這支國家隊的成員是經由該球隊所屬的V超級聯賽中，挑出各隊菁英所組成，當時甚至還不知道荒木繪里香、木村沙織將成為她的隊友。
被選入國家隊之際，聽說過訓練內容非常嚴苛，那時她想著若不去覺得遺憾，又怕去了會後悔。
她的個人壓力消除方法是關閉房間的照明，在黑暗中沉澱自己的心靈，並一邊透過聆聽音樂的方式穩定精神。
小時候的夢想是成為一個花店老闆。

## 生涯
- 生涯簡歷[2]

鹿兒島市立谷山小學校 → 鹿兒島市立谷山中学校（谷山排球少年團） → 鹿兒島縣立鹿兒島西高等學校 → 東麗箭（2006年 -）
- 日本女排 - 2010年 -
- 主要參與賽事
  - 世界女排大獎賽
  - 世界女子排球錦標賽 - 2010年
  - 世界盃女子排球賽 - 2011年
  - 夏季奧林匹克運動會 - 2012年

## 榮譽

### 個人
- 2008年 - 2008年亞洲排球俱樂部錦標賽 得分王
- 2010年 - 2009-10賽季V超級聯賽 最佳陣容、發球獎
- 2010年 - 第59回黑鷲旗全日本男女選拔排球大會 最佳陣容
- 2012年8月 - 鹿兒島市體育榮譽獎[17]
- 2013年 - 2012-13賽季V超級聯賽 最佳陣容
- 2013年 - 2013年女子世界大冠軍盃排球賽 最佳長攻

### 俱樂部
- 2007年國民體育大會 -  冠軍
- 2007年天皇杯及皇后杯全日本排球選手權大會 -   冠軍
- 2007/08賽季V超級聯賽 -  冠軍
- 2008年國民體育大會 -  亞軍
- 2008年亞洲女子排球俱樂部錦標賽 -  季軍
- 2008/09賽季V超級聯賽 -  冠軍
- 第58屆黑鷲旗全日本男女選拔排球大會 -  冠軍
- 2009/10賽季V超級聯賽 -  冠軍
- 2010年天皇杯及皇后杯全日本排球選手權大會 -   亞軍
- 第59屆黑鷲旗全日本男女選拔排球大會 -  冠軍
- 2010/11賽季V超級聯賽 -  亞軍
- 2011年天皇杯及皇后杯全日本排球選手權大會 -   冠軍
- 第60屆黑鷲旗全日本男女選拔排球大會 -  冠軍
- 2011/12賽季V超級聯賽 -  冠軍
- 2012年天皇杯及皇后杯全日本排球選手權大會 -   亞軍
- 第61屆黑鷲旗全日本男女選拔排球大會 -  亞軍
- 2012/13賽季V超級聯賽 -  亞軍

### 國家隊
- 2010年世界女子排球錦標賽 -  銅牌
- 2011年蒙特勒排球大獎賽 -  冠軍
- 2011年世界盃女子排球賽 - 殿軍
- 2012年夏季奧林匹克運動會 -  銅牌
- 2013年女子世界大冠軍盃排球賽 -  銅牌

## 備註
1. ↑  . 南日本新聞.   [2012-07-06]. （原始内容存档于2012-01-23）.
2. 1 2  月刊排球 2008年1月號臨時增刊「Vリーグ観戦ガイドブック チームの顔 2008」 第41頁
3. 1 2 3 4  月刊排球 2010年6月號 第22-23頁
4. ↑  主要陣容由鹿屋中央高等學校（日语：鹿屋中央高等学校）所組成。
5. ↑  月刊排球 2005年12月號 第102頁
6. ↑  由九州文化學園高等學校（日语：九州文化学園高等学校）代表。
7. ↑  月刊排球 2005年12月號 第95頁
8. ↑  月刊排球 2006年2月號 第107頁。
9. ↑  月刊排球 2008年8月號 第65頁
10. ↑  名單共有14名成員，不過單場比賽只能有12名球員參賽，而迫田在前九場賽事都待在板凳，直到準決賽才代替石田瑞穗上陣。
11. ↑  2011年12月19日朝日電視台播出的節目《Going!Sports&News（日语：Going!Sports&News）》。
12. ↑  日本バレーボール協会. .   [2012-06-25]. （原始内容存档于2012-06-27）.
13. ↑  朝日新聞 2012年8月12日朝刊14版 第19頁
14. ↑  產經體育. .   [2012-08-13]. （原始内容存档于2012年8月13日）.
15. ↑  . 日経情報ストラテジー. 2011-10-27  [2011-11-14]. （原始内容存档于2016-03-04）.
16. 1 2  東麗箭. .   [2011-12-07]. （原始内容存档于2012-02-02）.
17. ↑  日刊體育. .   [2012-08-22]. （原始内容存档于2013-04-02）.

## 外部連結
- FIVB網站介紹 （页面存档备份，存于） （英文）
- 東麗箭官方網站 （页面存档备份，存于） （日語）
- 東麗箭選手介紹 - 迫田沙織 （日語）